# Атцесберг
Атцесберг (нем. Atzesberg) — коммуна (нем. Gemeinde) в Австрии, в федеральной земле Верхняя Австрия.
Входит в состав округа Рорбах.  Население составляет 470 человек (на 31 декабря 2005 года). Занимает площадь 13 км². Официальный код  —  41 306.

## Политическая ситуация
Бургомистр коммуны — Норберт Хёретцедер (АНП) по результатам выборов 2003 года.
Совет представителей коммуны (нем. Gemeinderat) состоит из 13 мест.
- АНП занимает 10 мест.
- СДПА занимает 3 места.